# Paszkowszczyzna (Waniewo)
Paszkowszczyzna – przysiółek wsi Waniewo w Polsce położony w województwie podlaskim, w powiecie hajnowskim, w gminie Narew.
W latach 1975–1998 przysiółek administracyjnie należał do województwa białostockiego.
Prawosławni mieszkańcy wsi należą do parafii Podwyższenia Krzyża Pańskiego w Narwi, a wierni kościoła rzymskokatolickiego do parafii pw. Wniebowzięcia Najświętszej Maryi Panny i św. Stanisława Biskupa i Męczennika w Narwi.